# Аббатство
Абба́тство (лат. Abbatia) — католический монастырь, принадлежащий какому-либо монашескому ордену, управляемый аббатом (мужской) или аббатисой (женский), подчиняющийся епископу, а иногда непосредственно римскому папе. Некоторые аббатства, не попадающие под юрисдикцию местного епископа, вместе со своей территорией и духовенством образуют удельные (лат. abbas nullius) или территориальные аббатства (лат. abbas territorialis).

## История появления
Первое католическое аббатство — бенедиктинское — возникло в VI веке в Монтекассино (Италия). Название «аббатство» встречается в западноевропейской церковной традиции с IX века.
Крупные и богатые монастыри в феодальной Западной Европе нередко пользовались большим влиянием и авторитетом в обществе, играли важную экономическую роль, оказывали существенное влияние на религиозную и светскую политику. В Священной Римской империи наиболее могущественные аббатства имели статус имперских. Основателями и покровителями аббатств обычно являлись императоры, короли, состоятельные знатные люди или местные епископы. В период Григорианских реформ (середина XI — начало XII века) аббатства обрели независимость от светской власти, перейдя под опеку папства. В Средние века аббатства являлись главными очагами западноевропейской культуры, в которых сохранялись и переписывались древние рукописи, велись хроники, осуществлялось обучение. Именно в аббатствах тогда находились крупнейшие в Европе библиотеки и скриптории.

## Архитектура монастырей аббатства
Единый комплекс богослужебных, жилых и хозяйственных построек, принадлежащих монастырю.

## Влияние аббатств на европейскую культуру
Аббатства оказали влияние на развитие европейской архитектуры: первые образцы романского стиля появились в аббатстве Клюни, а готического — в аббатстве Сен-Дени. Кроме того, аббатства оказали существенное влияние на развитие норм и принципов градостроительства. В Средние века городская архитектура отличалась бессистемностью и хаотичностью, недостатком единства замысла и исполнения, так как строительство велось на протяжении довольно длительного времени разными людьми; напротив, возведение аббатства характеризовалось наличием продуманного до мелочей архитектурного проекта и рациональной жилищно-коммунальной системы, основанной на чёткой планиметрии.
С IX века аббатства устраивались, согласно бенедиктинскому уставу, вокруг клуатра (внутренний двор); характерный пример — план аббатства Санкт-Галлен (820-е годы). Клуатр окружали церковные здания, трапезная, зал капитула, спальный корпус (дормиторий); у картезианцев спальный корпус заменялся рядами келий. Изредка план аббатства мог существенно меняться — как в случае возведённого на маленьком острове аббатства Мон-Сен-Мишель. В состав аббатства входили также библиотека и скрипторий, хозяйственные корпуса, лечебница. В ансамблях цистерцианских аббатств важную роль играли умывальни (как, например, в аббатстве Клерво в Бургундии).

## Современное положение аббатств
В XVI—XVII веках аббатства постепенно утратили своё влияние на общественную жизнь европейских стран. Многие аббатства были ликвидированы, но некоторые продолжают существовать и ныне. 
Большинство аббатств принадлежит ордену бенедиктинцев (и происходящих от этого ордена клюнийцев, цистерцианцев и др.). Наиболее известные аббатства — Боббио, Гроттаферрата, Клерво, Клюни, Мон-Сен-Мишель, Монтекассино, Сен-Виктор, Сен-Дени, Пор-Руаяль, Санкт-Галлен, Сито, Фульда.
В современной Католической церкви статус аббатств претерпел изменения. Католический «Кодекс канонического права» (1983) приравнял аббатства к монастырям.